# TNFRSF14
TNFRSF14 (англ. TNF receptor superfamily member 14) – білок, який кодується однойменним геном, розташованим у людей на короткому плечі 1-ї хромосоми.  Довжина поліпептидного ланцюга білка становить 283 амінокислот, а молекулярна маса — 30 392.
| 10         |  | 20         |  | 30         |  | 40         |  | 50         |
| ---------- |  | ---------- |  | ---------- |  | ---------- |  | ---------- |
| MEPPGDWGPP |  | PWRSTPKTDV |  | LRLVLYLTFL |  | GAPCYAPALP |  | SCKEDEYPVG |
| SECCPKCSPG |  | YRVKEACGEL |  | TGTVCEPCPP |  | GTYIAHLNGL |  | SKCLQCQMCD |
| PAMGLRASRN |  | CSRTENAVCG |  | CSPGHFCIVQ |  | DGDHCAACRA |  | YATSSPGQRV |
| QKGGTESQDT |  | LCQNCPPGTF |  | SPNGTLEECQ |  | HQTKCSWLVT |  | KAGAGTSSSH |
| WVWWFLSGSL |  | VIVIVCSTVG |  | LIICVKRRKP |  | RGDVVKVIVS |  | VQRKRQEAEG |
| EATVIEALQA |  | PPDVTTVAVE |  | ETIPSFTGRS |  | PNH        |  |            |

A: Аланін

C: Цистеїн

D: Аспарагінова кислота

E: Глутамінова кислота

F: Фенілаланін

G: Гліцин

H: Гістидин

I: Ізолейцин

K: Лізин

L: Лейцин

M: Метіонін

N: Аспарагін

P: Пролін

Q: Глутамін

R: Аргінін

S: Серин

T: Треонін

V: Валін

W: Триптофан

Кодований геном білок за функціями належить до рецепторів клітини-хазяїна для входу вірусу, рецепторів, фосфопротеїнів. 
Задіяний у таких біологічних процесах як взаємодія хазяїн-вірус, поліморфізм. 
Локалізований у мембрані.